# Колибе (Кукуш)
Колибе (грч. Ειρηνικό, Иринико) је насељено место у општини Пеонија у периферији Средишња Македонија, Грчка. Према попису из 2021. године било је 42 становника.
Према бугарском географу и историчару, Василу Канчову, у Колибама је 1900. године живело 100 Словена хришћана. Српски географ Боривоје Милојевић, 1920. године бележи да су Колибе ромско насеље са 15 кућа. На попису из 1913. године Колибе су имале 75 житеља, односно осам грчких породица из Суфлија у Тракији. Због неповољних услова за живот насеље је касније напуштено. Године 1933. неколико каракачанских породица су подигле ново сточарско насеље названо Колибе на Ђанелеите, по родоначелнику овог рода. На попису из 1940. насеље је имало 122 становника.